# Vernal
Vernal è una city degli Stati Uniti d'America, capoluogo della contea di Uintah nello Stato dello Utah. Fu fondata nel 1873.
È la città più prossima al Dinosaur National Monument, uno dei Monumenti nazionali degli Stati Uniti d'America, che si estende anche in Colorado.